# Diario de Cuyo
Diario de Cuyo es un periódico matutino. Es editado en la ciudad de San Juan, Argentina. La versión digital del diario es el sitio web más visitado de la provincia de San Juan y uno de los 50 diarios digitales más leídos del interior de Argentina con más de 30 millones de páginas vistas.

## Historia
Fue fundado por Francisco Salvador Montes el 5 de julio de 1947, y su redacción se ubicaba en una casa de adobe en calle Catamarca. Los primeros ejemplares no tenían más de 8 páginas y se imprimían 2.000 ejemplares. El 1 de noviembre de 1955 Francisco Salvador Montes se convirtió en propietario del Diario de Cuyo.

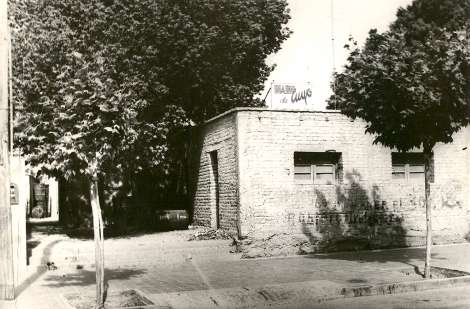
La casa de adobe ubicada en calle Catamarca fue la primera sede de Diario de Cuyo en 1947.

En 1962 trasladó sus dependencias a la calle Mendoza y Santa Fe. En diciembre de 1997 se inauguró una nueva planta impresora y se pasó del tamaño sábana al tabloide.

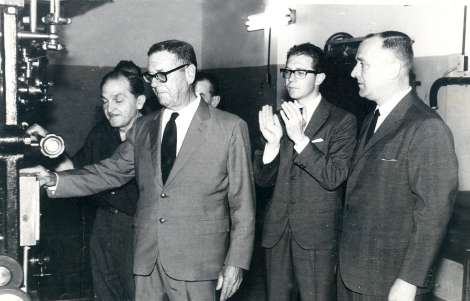
Diario de Cuyo trasladó en 1962 sus dependencias a la calle Mendoza casi Santa Fe.

En noviembre de 2003 se lanzó la página web de Diario de Cuyo, a la que accede un promedio de 350.000 lectores por día.
La planta principal de Diario de Cuyo se ubica al sur de la ciudad de San Juan sobre el Lateral norte de la Autopista de Circunvalación y la Avenida Alem, en Trinidad, Capital 31°33′15″S 68°31′32″O / -31.55417, -68.52556, mientras que las oficinas centrales se ubican en el centro de la ciudad.

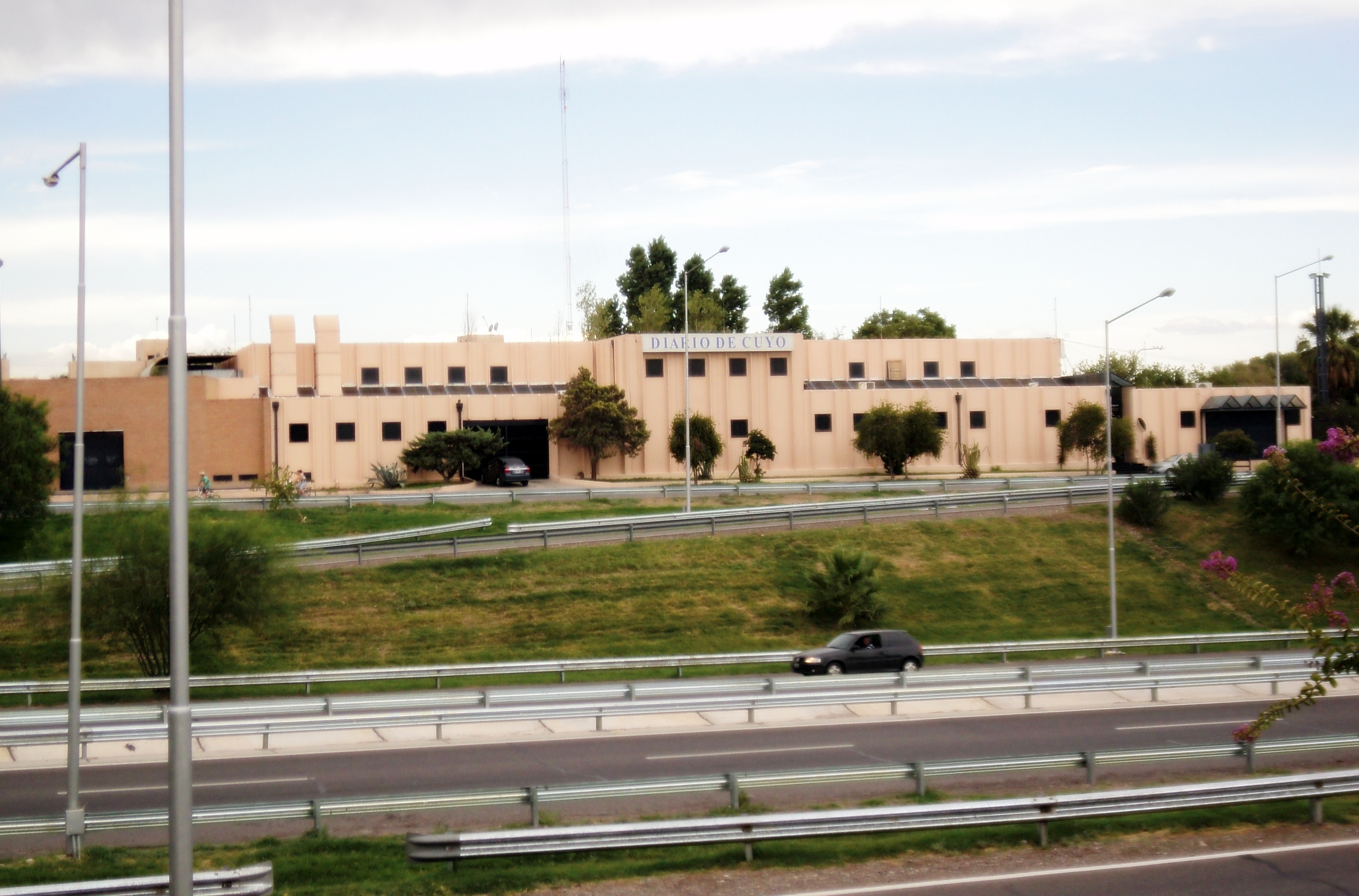
La planta impresora de Diario de Cuyo.